# Xcin
Xcin是一套廣泛使用的X Window中文輸入軟體，現已停止開發，最後版本是2.5.3pre2。

## XIM時代之前的Xcin
最早期的版本於1994年10月發表，由名為劉德華（Edward Der-Hua Liu）的作者開發，使用專屬的API，各種軟體只要經過簡單的改寫就能夠增加中文輸入的功能。這個軟體可以輕易的加入各種不同的輸入法。作者並且搭改寫了一套crxvt的終端機模擬程式來配合xcin的使用，讓使用者可以在X視窗下使用各類文字軟體。crxvt加上xcin可以取代xterm的功能。由於輸入法是分開的模組，所以原則上早期的xcin可以靈活搭配各式軟體使用，作者也改寫了一個文字編輯器，使它可以輸入中文，做為範例。可惜實際上除了上述的兩個軟體外，幾乎沒有程式被改寫來搭配xcin的專屬API。直到Xcin Anywhere的出現，才使得Xcin成為X視窗泛用輸入法。

## XIM時代後的Xcin
後來由謝東翰等人改寫了xcin，將專屬的API改成了標準的XIM，開啟了xcin的新時代。在多人的努力下，xcin成了高度模組化的架構，成為X視窗下最重要的中文輸入程式之一。許多的Linux套件都包含了xcin。例如CLE自v0.9版起，即改用Xcin 2.5做為系統預設的輸入法。改寫後的版本由2.5開始。最後的版本是2.5.3 beta。

## 螢火飛新版
著名自由軟體開發者Firefly（螢火飛）曾開發及發表3.0及3.1版的Xcin，新版本已改名為OXIM發表。他的版本有以下改良：
- 全新介面
- 選字視窗垂直排列
- 打繁出簡、打簡出繁
- 支援GTK+ On The Spot

## 外部連結
- xcin的官方網站
- OSS桌面應用增進計畫*新XCIN特色簡介所謂的新XCIN即OXIM的前身
- （页面存档备份，存于）